# Star Trek Continues
Star Trek Continues é uma série produzida e distribuída pela Internet, desenvolvida por fãs da série Star Trek. A história continua a inacabada série original (como Star Trek: Phase II), como a viagem de cinco anos manteve-se em três, esta série tem como objectivo continuar os restantes dois anos da exploração do capitão James T. Kirk ao comando da USS Enterprise (NCC-1701). A série começou a sua produção em 2012, e contém nove episódios e três vignettes por enquanto. Star Trek Continues é produzida por Far From Home, LLC e DracoGen Strategic Investments, e em associação com Farragut Filmes.
Ao igual que com todas estas produções de fãs de Star Trek, o uso das propriedades com direitos de autor e marca registadas da série original foi permitido desde que a produção seja sem fins de lucro. Uma parte dos fundos necessários para produzir os episódios propuseram-se através duma bem-sucedida campanha de Kickstarter, à que quase três mil partidários contribuíram.
Star Trek Continues ganhou um Prémio Geekie para a “melhor série por site” em 2014 e foi recebida muito positivamente pelos críticos, quem elogiaram a qualidade da produção, que indicam que a série estabeleceu um novo standard para as produções de fãs de Star Trek.

## Reparto
Em Star Trek Continues atuam Vic Mignogna no papel do capitão Kirk, Todd Haberkorn no papel do sr. Spock, Larry Nemecek (episódios 1-2), Chuck Huber (a partir do episódio 3) no papel do doutor Leonard McCoy e Chris Doohan (filho de James Doohan) no papel do sr. Scott.

### Personagens
| Personagem             | Ator                                          | Patente            | Posição |
| ---------------------- | --------------------------------------------- | ------------------ | --- |
| James T. Kirk          | Vic Mignogna                                  | Capitão            | Capitão e Oficial Comandante da nave estelar USS Enterprise. |
| Spock                  | Todd Haberkorn                                | Comandante         | Primeiro Oficial, Oficial de Ciências e segundo em comando; é o único membro da tripulação regular que descende duma outra raça (Vulcano), e é o melhor amigo de Kirk. |
| Leonard McCoy          | Larry Nemecek (ep. 1-2), Chuck Huber (ep 3-?) | Tenente-Comandante | Diretor Médico e amigo mais próximo do capitão após Spock (o capitão dá-lhe o apelido de "Magro").                                                                     |
| Montgomery Scott       | Chris Doohan                                  | Tenente-Comandante | Engenheiro Chefe e terceiro na faixa de controle (muitas vezes o capitão chama-lhe de "Scotty").                                                                       |
| Nyota Uhura            | Kim Stinger                                   | Tenente            | Diretor de Comunicações. |
| Hikaru Sulu            | Grant Imahara                                 | Tenente            | Timoneiro. |
| Pavel Chekov           | Wyatt Lenhart                                 | Alferes            | Timoneiro. |
| Doutora Elise McKennah | Michele Specht                                | Tenente            | Primeira conselheira da Frota Estelar numa nave. |
| William Drake          | Steven Dengler                                | Tenente            | Chefe de segurança. |
| Palmer                 | Cat Roberts                                   | Tripulante         | Tripulante da USS Enterprise. |
| Enfermeira Burke       | Liz Wagner                                    | Tripulante         | Enfermeira da nave. |

### Atores convidados
| Ator                         | Personagem                    | Episódio | Informações |
| ---------------------------- | ----------------------------- | --- | --- |
| Marina Sirtis                | Voz do computador             | 1 (Pilgrim of Eternity), 4 (The White Iris), 7 (Embracing the Winds), 10 (To Boldly Go I) e 11 (To Boldly Go II)                                                               | Sirtis interpretou Deanna Troi em Star Trek: The Next Generation, Star Trek: Voyager (3 episódios), Star Trek: Enterprise (1 episódio) e quatro filmes.                                                                                    |
| Michael Forest               | Apolo                         | 1 (Pilgrim of Eternity) | Forest interpretou Apolo no episódio "Who Mourns for Adonais?" da série original. |
| Doug Drexler                 | Paladino                      | 1 (Pilgrim of Eternity) | Drexler é provavelmente melhor conhecido pelo seu trabalho como artista de efeitos visuais premiado em Star Trek, bem como em Battlestar Galactica e Defiance. Drexler também contribui nos efeitos visuais de Star Trek Continues.        |
| Lou Ferrigno                 | Zaminhon                      | 2 (Lolani) | O intérprete de Hulk da famosa série televisiva da década do 1970. |
| Fiona Vroom                  | Lolani                        | 2 (Lolani) | Interpreta a escrava de Orion. |
| Matthew Ewald                | Kenway                        | 2 (Lolani) | Interpreta um tripulante da Enterprise. |
| Daniel Logan                 | Alferes Tongaroa              | 2 (Lolani) | Interpretou o pequeno Boba Fett em Star Wars Episódio II: Ataque dos Clones. |
| Erin Gray                    | Comodoro Gray                 | 2 (Lolani) e 7 (Embracing the Winds) | Interpreta o comodoro Gray. |
| Michael Dorn                 | Voz do computador             | 3 (Fairest Of Them All) | Dorn interpretou o tenente Worf em Star Trek: The Next Generation, Star Trek: Deep Space Nine e quatro filmes. |
| Kipleigh Brown               | Smith                         | 3 (Fairest Of Them All), 4 (The White Iris), 6 (Come Not Between the Dragons), 8 (Still Treads the Shadow), 9 (What Ships Are For), 10 (To Boldly Go I) e 11 (To Boldly Go II) | Brown apareceu num episódio de Star Trek: Enterprise. |
| Bobby Quinn Rice             | Tripulante                    | 3 (Fairest Of Them All) | Encrespe interpreta o sobrinho do capitão Kirk, Peter Kirk, em Star Trek: Phase II (série de fãs); interpretou o tenente Ro Nevin na série on-line Star Trek: Hidden Frontier; e aparece noutras séries de fãs distribuídas pela Internet. |
| Asia De Marcos               | Marlena Moreau                | 3 (Fairest Of Them All) | Faz o papel anteriormente interpretado pela jovem Barbara Luna. |
| Colin Baker                  | Anfidamante                   | 4 (The White Iris) | Interpreta o primeiro-ministro do planeta Calcis. |
| Adrienne Wilkinson           | Edith Keeler                  | 4 (The White Iris) | Interpreta Edith Keeler (personagem que interpretou originalmente Joan Collins). |
| Tiffany Brouwer              | Miramanee                     | 4 (The White Iris) | Interpreta Miramanee (a nativa americana que apareceu no episódio "The Paradise Syndrome" da série original. |
| Gabriela Fresquez            | Rayna                         | 4 (The White Iris) | Interpreta a androide Rayna. |
| Nakia Burrise                | Nakia                         | 4 (The White Iris) | Interpreta Nakia. |
| Sarai Duenas                 | Criança                       | 4 (The White Iris) | Interpreta a possível filha de Miramanee e Kirk. |
| Martin Bradford              | Dr. M'Benga                   | 5 (Divided We Stand) e 10 (To Boldly Go I) | Interpreta o doutor M'Benga. |
| Scotty Whitehurst            | Billy                         | 5 (Divided We Stand) | Interpreta o jovem soldado Billy. |
| Greg Dykstra                 | Dr. Heath                     | 5 (Divided We Stand) | O conhecido escultor e animador de Pixar interpreta o doutor Heath. |
| Blaque Fowler                | Homem velho                   | 5 (Divided We Stand) | Interpreta o veterano soldado do episódio. |
| Gigi Edgley                  | Eliza Taylor                  | 6 (Come Not Between the Dragons) | A famosa atriz de Farscape interpreta a alferes Eliza Taylor. |
| Damian Beurer                | Usdi                          | 6 (Come Not Between the Dragons) | A criatura alienígena que aparece no episódio. Desenhada e construída por Greg Dykstra. |
| Eugene "Rod" Roddenberry Jr. | Tripulante                    | 6 (Come Not Between the Dragons) | O filho de Gene Roddenberry faz um cameo como tripulante da ponte da Enterprise. Não aparece nos créditos. |
| Clare Kramer                 | Diana L. Garrett              | 7 (Embracing the Winds) | Comandante destinada no porto espacial da Terra e aspirante ao posto de capitã da USS Hood. |
| Beau Billingslea             | Stomm                         | 7 (Embracing the Winds) | Vice-almirante vulcaniano pertencente ao Comando Espacial da Frota Estelar. |
| John Champion                | Hadley                        | 7 (Embracing the Winds) | Oficial da ponte da USS Enterprise. |
| Mary Czerwinski              | Follet                        | 7 (Embracing the Winds) | Oficial cientista da USS Enterprise. |
| Kyle Hebert                  | Embaixador telarídeo          | 7 (Embracing the Winds) | Embaixador de Tellar Prime. |
| Rekha Sharma                 | Avi Samara                    | 8 (Still Treads the Shadow) | Interpreta uma engenheira especialista na investigação de sistemas gravitacionais. A atriz é conhecida pelos seus papéis em The 100, V, Battlestar Galactica (2004) ou Smallville.                                                         |
| John de Lancie               | Galisti                       | 9 (What Ships Are For) | Interpretou a personagem recorrente “Q” que aparece nas séries Star Trek: The Next Generation, Star Trek: Deep Space Nine e Star Trek: Voyager.                                                                                            |
| Elizabeth Maxwell            | Sekara                        | 9 (What Ships Are For) | Experimentada atriz de dobragem e de televisão. Destacam os seus trabalhos nos videojogos The Legend of Zelda: Breath of the Wild e Ghost in the Shell: Arise.                                                                             |
| Lex Lang                     | Kestric                       | 9 (What Ships Are For) | Ator, músico, produtor e diretor de dobragem. Deu a sua voz a personagens como Han Solo, Batman, Dr. Morte, Poe Dameron, Dr. Neo Cortex e mais outros.                                                                                     |
| Sandy Fox                    | Calliah                       | 9 (What Ships Are For) | Atriz de dobragem, cantora e produtora. É a voz de Betty Boop desde 1991. Deu a sua voz a muitas personagens em Os Simpsons, Futurama, Sailor Moon e muitas outras produções.                                                              |
| Anne Lockhart                | Thaius                        | 9 (What Ships Are For) | Conhecida pelo seu papel como a tenente Sheba em Battlestar Galactica (1978). |
| Mark Rolston                 | Almirante McGuinness          | 9 (What Ships Are For) | Ator com sobrada experiência, conhecido pelos seus trabalhos em Aliens, RoboCop 2, The X-Files, Angel, Supernatural, Babylon 5 ou Arma Mortífera 2.                                                                                        |
| Jim Gleason                  | Tomiat                        | 9 (What Ships Are For) | Prolífico ator que desenvolveu quase toda a sua carreira interpretando personagens em séries de televisão desde os anos 1990. |
| April Hebert                 | Almirante Thesp               | 10 (To Boldly Go I) | Interpretou várias personagens em “Star Trek: The Experience” em Las Vegas. |
| Cas Anvar                    | Sentek                        | 10 (To Boldly Go I) e 11 (To Boldly Go II) | Conhecido pelo seu trabalho em The Expanse e The Strain. |
| Nicola Bryant                | Lana                          | 10 (To Boldly Go I) e 11 (To Boldly Go II) | Conhecida pelo seu papel de Peri Brown como acompanhante do Sexto Doutor em Doctor Who. |
| Amy Rydell                   | Comandante romulana Charvanek | 10 (To Boldly Go I) e 11 (To Boldly Go II) | Filha de Joanne Linville, actriz que interpretou originalmente a comandante romulana no episódio “The Enterprise Incident” da terceira temporada da série original.                                                                        |
| Mark Meer                    | Tal                           | 10 (To Boldly Go I) e 11 (To Boldly Go II) | Actor e roteirista conhecido pela saga de videojogos Mass Effect. |
| Andy Holt                    | Almirante Nogura              | 11 (To Boldly Go II) | Actor e assistente de direcção. |

## Episódios
Episódio 1: Peregrino da eternidade (Pilgrim of Eternity) (22 de maio do 2013)
Quando a Enterprise se encontra com uma anomalia, o alienígena chamado Apolo da mitologia grega que tentou escravizar a tripulação em Pollux IV, aparece a bordo da Enterprise bem mais velho e doente. Kirk terá de decidir o que fazer com ele para salvá-lo ou deixá-lo morrer, já que Apolo diz que a única maneira para sobreviver é ficar num planeta com uma civilização primitiva. Mas Scotty pensa que Apolo só quer voltar a ser um deus e dominar outra espécie.
Episódio 2: Lolani (Lolani) (8 de fevereiro do 2014)
Uma  escrava de Orion chamada Lolani, sobrevivente duma nave telarídea, põe o capitão Kirk e a sua tripulação num dilema moral sobre a sua liberdade. Descobre-se que dois dos membros da tripulação morreram num tiroteio enquanto o terceiro, o proprietário da Lolani, morreu por causa duma ferida na garganta duma faca que é propriedade da sua escrava. Lolani implora à equipa da Enterprise de não voltar com o seu dono anterior, um traficante de escravos de Orion chamado Zaminhon, mas a Frota Estelar não está disposta a arriscar-se a um incidente diplomático interestelar com o povo de Orion e ordena ao capitão para devolver Lolani para Zaminhon.
Episódio 3: Mais justo de todos (Fairest Of Them All) (12 de junho do 2014)
No Universo Espelho, Spock enfrenta-se a uma eleição que determinará o futuro do Império Terrano. Spock decide fazer um motim na ISS Enterprise à procura da paz.
Esta é uma continuação do episódio “Mirror, Mirror” da série original.
Episódio 4: O lírio blanco (The White Iris) (29 de maio do 2015)
Enquanto dois planetas gémeos estão em guerra, a Enterprise decidirá se podem entrar na Federação. Mas o capitão James T. Kirk é atacado. McCoy consegue salvá-lo, mas Kirk começa a ter alucinações de mulheres que Kirk se apaixonou no seu passado e que morreram. Kirk tem de solucionar o problema das suas visões enquanto o destino num planeta pende dum fio.
Episódio 5: Divididos (Divided We Stand) (26 de setembro do 2015)
Quando um estranho vírus entra no computador da USS Enterprise, o capitão James T. Kirk e o doutor Leonard McCoy encontram-se de repente presos no passado no meio duma batalha da Guerra Civil dos Estados Unidos do século 19, enquanto o vírus alienígena ameaça a Enterprise.
Episódio 6: Vem sem o teu dragão (português europeu) ou Venha sem seu dragão (português brasileiro) (Come Not Between the Dragons) (28 de maio do 2016)
Uma criatura com problemas perfura o capacete da Enterprise, enfrentando a tripulação contra um perseguidor que tenta destruir essa criatura e lança ondas de energia à nave fazendo com que a tripulação se torne agressiva.
Episódio 7: Abraçando os ventos (Embracing the Winds) (3 de setembro do 2016)
Enquanto a Enterprise é enviada numa missão aparentemente rotineira, Kirk é chamado para ir a uma base estelar onde Spock é promovido a capitão. No entanto, Kirk tem de afrontar um dilema ético que desafia o próprio núcleo do Comando da Frota Estelar.
Episódio 8: Mais um Kirk (Still Treads the Shadow) (2 de abril do 2017)
A Enterprise chega até a uma anomalia no sistema Cressida onde descobre a USS Defiant (NCC-1764), que há um ano estava a entrar e a sair da nossa realidade e mais tarde tinha desaparecido misteriosamente. Quando vão à nave para pesquisarem, encontram um dobro do capitão Kirk bem mais velho e congelado num tubo criogénico…
Episódio 9: O destino das naves (What Ships Are For) (30 de julho do 2017)
O capitão Kirk luta para ajudar uma sociedade dum mundo isolado cujos habitantes vivem numa forma muito peculiar. E neste mundo não existe a cor, portanto as imagens aparecem em preto e branco quando estão neste mundo.
Episódio 10: Audaciosamente indo, 1ª parte (To Boldly Go I) (18 de outubro do 2017)
Para resolver o seu último enigma, a Enterprise tem de regressar a onde começou a missão de cinco anos do capitão James T. Kirk. A Enterprise encontrar-se-á no meio dum conflito entre os romulanos e uns humanos que obtiveram super-poderes, e Kirk terá de saber quem diz a verdade, já que não tudo é como parece…
Episódio 11: Audaciosamente indo, 2ª parte (To Boldly Go II) (13 de novembro do 2017)
A emblemática missão da USS Enterprise chega ao seu fim enquanto Kirk e a sua tripulação lutam contra o seu último adversário.

## Vignettes
Antes de publicar o primeiro episódio, uma série de três curta-metragems, chamados vignettes, foram estreados do 31 de julho ao 30 de novembro do ano 2012. O primeiro é um final prolongado do último episódio da série original (Turnabout Intruder), criado para apresentar a série como uma continuação direta da série original.
Vignete 1: O intruso (Turnabout Intruder) (31 de julho do 2012)
Após um intercâmbio temporário dos corpos que se produziu entre Kirk e a doutora Janice Lester, o capitão e a tripulação retomam as suas funções.
Vignete 2: Você tem o comando (You've Got the Conn) (30 de setembro do 2012)
Uhura, Chekov e Sulu divertem-se num momento durante um turno de noite, mas são descobertos por surpresa pelo capitão Kirk.
Vignete 3: Feliz aniversário, Scott (Happy Birthday, Scott) (30 de novembro do 2012)
Embora Scotty acolhe com satisfação a chegada duma tecnologia melhorada, McCoy não está especialmente feliz pelas consequências.